# 李宝善
李 宝善（り ほうぜん、リー・パオシャン、1955年8月 - ）は、中華人民共和国の官僚、政治家。山西省晋城市出身。現職は第19回中央紀律委員会委員、第13回中国人民政治協商会議教育衛生委員会副主任。

## 経歴
1955年8月、山西省晋城市で生まれる。1978年に山西師範学院（現在の山西師範大学）中文系を卒業後、同年、共青団山西省委員会弁公室に入局。1983年5月に中国共産党入党。1990年3月、中国共産党山西省委員会宣伝部調研室調研員に就任。1995年10月、中国共産党中央宣伝部に転任し、新聞局副局長、文芸局局長、新聞局局長を歴任。2003年12月、「求是」雑誌社総編集長、中華全国新聞工作者協会副主席に転任。2008年6月、「求是」雑誌社社長に昇格。2014年5月、楊振武の後任として、人民日報社総編集長に任命された。2018年6月、人民日報社社長に昇格。2020年11月、中国人民政治協商会議13期常務委員会第14回会議で11日、李宝善が中国人民政治協商会議教育衛生委員会副主任に選出された。